# Thomas Van Hemeledonck
Thomas Van Hemeledonck (Hombeek, 26 januari 1971) is een Belgisch journalist en voormalig nieuwsanker van de commerciële omroep VTM.

## Opleiding
Van Hemeledonck studeerde na de Latijn-Griekse geschiedenis aan de Vrije Universiteit Brussel, waar hij zich voor zijn scriptie verdiepte in de opkomst en ontwikkeling van het Vlaams-nationalisme in het arrondissement Mechelen. Hij heeft geen journalistieke opleiding; hij is van mening dat een diploma van een mens geen journalist maakt.

## Carrière
In 1995 ging Van Hemeledonck aan de slag bij de nieuwsdienst van VTM als productieassistent en later researcher. Halverwege 2005 werd hij correspondent in de Verenigde Staten, waar hij onder meer verslag deed over orkaan Katrina in New Orleans. Hij zorgde hierbij voor wat ophef toen hij een slachtoffer hielp. Na slechts acht maanden trok hij in februari 2006 vanuit zijn standplaats New York terug naar België, een beslissing van VTM als gevolg van hervormingen. Volgens de zender was hij "nodig om de ploeg van Het Nieuws te versterken" en was er bovendien weinig nieuws te melden vanuit de Verenigde Staten. Van Hemeledonck werd daarop eindredacteur bij Het Nieuws.
In de zomer van 2007 maakte Van Hemeledonck zijn presentatiedebuut als VTM als gezicht van het duidingsmagazine Telefacts Zomer. Vanaf 1 maart 2008 werd hij ook nieuwsanker, voornamelijk voor de nieuwsflash van 17.45 uur en de toenmalige lateavonduitzending. Rond diezelfde tijd kreeg hij ook de presentatie van de reguliere Telefacts-uitzendingen toegewezen. Eerder maakte hij als journalist voor het programma al diverse (undercover)reportages, waaronder in 2002 een bezoek aan Marc Dutroux.
Vanaf maart 2010 ruilde Van Hemeledonck de presentatie van Telefacts om voor die van Telefacts 360, een afgeleid magazine met buitenlandse reportages, dat hij uiteindelijk tot de lente van 2013 zou presenteren. In 2011 was hij voor het laatst te zien als nieuwsanker en nam hij opnieuw de functie van eindredacteur bij de nieuwsdienst op, een job die hij anno 2014 nog steeds vervult.
Doorheen de jaren dook Van Hemeledonck ook op als gast in enkele alternatieve programma's van VTM:
- Voor De Show (2012): passage in de laatste aflevering
- Masterchef (2011): deelnemer
- Het Sterke Geslacht (2010): deelnemer
- 71° Noord (2009-2010): deelnemer[6][7]

## Persoonlijk
Thomas Van Hemeledonck werd geboren in Hombeek, een deelgemeente van Mechelen. Hij is een zoon van wijlen journalist Jan Van Hemeledonck, die tot begin jaren tachtig voornamelijk over muziek en showbizz schreef. Daarna stapte hij over naar de berichtgeving over autosport en gastronomie. Hij werd gezien als een autoriteit op culinair gebied.